# چاپارخانه نائین
چاپارخانه نائین مربوط به دوره قاجار است و در نائین، محله سرای نو، خارج از حصار قدیمی شهر واقع شده و این اثر در تاریخ ۲۴ اسفند ۱۳۸۳ با شمارهٔ ثبت ۱۱۵۶۲ به‌عنوان یکی از آثار ملی ایران به ثبت رسیده است.